# Агаоніди
Агаоніди (Agaonidae) — родина перетинчастокрилих комах. Життєвий цикл кожного виду агаонід пов'язаний мутуалістичними зв'язками з конкретним видом рослин роду Ficus.

## Опис
Розміри дрібні (1-5 мм). Крила з сильно редукованим жилкуванням. Статевий диморфізм сильно виражений: самиці крилаті, а самці безкрилі з витягнутим телескопічним черевцем. Ноги потовщені, короткі. Самець Kradibia cocoani має лише дві пари ніг; середня пара представлена лише крихітними двочленниковими рудиментами.

## Спосіб життя
Оси з трьох підродин Agaoninae, Kradibiinae і Tetrapusiinae є запилюючами інжиру. З іншого боку, Sycophaginae є паразитами фікуса, які розвиваються в плодах після того, як інші оси запилювали їх. Тим не менш, деякі види з роду Sycophaga мають суперечливий статус; коли вони проникають в інжир через його остіоль, вони, можливо, приносять пилок всередину інжиру і можуть запилювати його.

## Підродини і роди

### Agaoninae
- Agaon Dalman, 1818
- Alfonsiella Waterston, 1920
- Allotriozoon Grandi, 1916
- Blastophaga Gravenhorst, 1829
- Courtella Kieffer, 1911
- Deilagaon Wiebes, 1977
- Dolichoris Hill, 1967
- Elisabethiella Grandi, 1928
- Eupristina Saunders, 1882
- Nigeriella Wiebes 1974
- Paragaon Joseph, 1959
- Pegoscapus Cameron, 1906
- Platyscapa Motschoulsky, 1863
- Pleistodontes Saunders, 1882
- Waterstoniella
- Wiebesia Boucek, 1988

### Kradibiinae
- Ceratosolen Mayr, 1885
- Kradibia Saunders, 1883 (syn. Liporrhopalum Waterston, 1920)[1]

### Sycophaginae
- Anidarnes
- Eukoebelea
- Idarnes
- Pseudidarnes
- Sycophaga

### Tetrapusiinae
- Tetrapus

### Викопні
- †Archaeagaon